# Tytroca balnearia
Tytroca balnearia là một loài bướm đêm trong họ Erebidae.